# Josef Anton Laske
Josef Anton Laske (18. března 1738, Rumburk – 30. listopadu 1805, Praha) byl český houslař a výrobce hudebních nástrojů.

## Život a dílo
Josef Anton Laske (psal se také Laschke, Lasche nebo Láska) se narodil 18. března 1738 v severočeském Rumburku, kde se vyučil u houslařského mistra Jacoba Kolditze (cca 1718–1796). Potom se vydal na cesty a jako tovaryš pracoval v Drážďanech, Berlíně a ve Vídni. V letech 1762–1964 se v řemesle zdokonaloval u brněnského houslaře Johanna Josefa Hentschela (1709–1782). V roce 1764 se odstěhoval do Prahy a usadil se zde na Malé Straně na Maltézském náměstí v Domě u zlatého hada č. 474. Následujícího roku pak získal v Praze měšťanské právo. 6. května 1766 se oženil s dcerou radního Elisabeth Voglovou († 1778). Rok po její smrti v roce 1779 vstoupil do druhého manželství s Ludmilou Libovickou. Josef Anton Laske zemřel na tuberkulózu 30. listopadu 1805. Jím vytvořené housle, violony, violoncella, violy d'amore, mandolíny, pošetky a harfy byly díky výjimečným tónovým kvalitám vysoce ceněny v Čechách, Sasku a v Polsku, dokonce nad práce vídeňské a italské. Obrysy Laskeho houslí jsou v porovnání s nástroji houslařů předchozí generace elegantnější, proti slavnostním a vážným liniím houslí zakladatele pražské houslařské školy Johanna Eberleho (1699–1768) působí lehce a uvolněně. Některé nástroje z Laskeho dílny byly v inventáři Strahovského kláštera a v Kostele Narození Páně (v Loretě). Jiné jsou k vidění v Grassiho muzeu hudebních nástrojů v Lipsku a ve vídeňském muzeu Orpheon Fundation. Na jeho nástroje hrají členové České filharmonie v souboru Pro Arte Antiqua Praha a v nahrávce Vivaldiho také český houslový virtuos Jaroslav Svěcený.